# Terry Bozzio
Terry John Bozzio (født 27. december 1950 i San Francisco, Californien, USA) er en amerikansk trommeslager. 
Bozzio er mest kendt for sit virke i Frank Zappa´s gruppe , f.eks. nummeret The Black Page fra albummet Zappa In New York, er blevet en trommesoloklassiker, og blevet kopieret Verden over. 
Han spillede også i The Brecker Brothers ledet af Michael Brecker og Randy Brecker, hvor han lavede pladen Heavy Metal Bebop.
Bozzio afløste i 1979 Bill Bruford i den engelske gruppe UK med bl.a. Allan Holdsworth.
Han dannede så sit eget orkester Missing Persons , som opløstes i 1986. Bozzio må betegnes som fusionstrommeslager, men han har også spillet jazz med f.eks. Woody Shaw og Art Lande.
Bozzio koncentrere sig i dag om at komponere solo musik for trommer. Med sit specielle trommesæt som er et arsenal af trommer og bækkener, spiller han som solist melodiske suiter i Stravinsky stil. 

## Udvlagt Diskografi
- Solo Drum Music I
- Solo Drum Music II
- Drawing The Circle
- Chamber Works
- Prime Cuts
- Four From Ten Twenty Nine
- Seven Night´s In Japan

### Som Sideman
- Bongo Fury – Frank Zappa
- Zoot Allures – Frank Zappa
- Zappa In New York – Frank Zappa
- Studio Tan – Frank Zappa
- Sleep Dirt – Frank Zappa
- Sheik Yerbouti' – Frank Zappa
- Orchestral Favourites – Frank Zappa
- Heavy Metal Bebop – The Brecker Brothers
- Danger Money – UK
- Night After Night – live – UK
- Spring Session M – Missing Persons
- Ryhme And Reason – Missing Persons
- Color In Your Life – Missing Persons
- Late Night´s Early Days – Missing Persons